# Zied Azizi
Pour les articles homonymes, voir Azizi.
Zied Azizi, né le 11 juin 1991, est un athlète tunisien, spécialiste du 400 m haies.

## Carrière
Il est médaillé d'argent dans sa discipline aux championnats arabes juniors d'athlétisme 2010 au Caire, médaillé de bronze aux championnats panarabes d'athlétisme 2017 à Radès, aux championnats d'Afrique d'athlétisme 2018 à Asaba ainsi qu'aux Jeux méditerranéens de 2018 à Tarragone.
Son record personnel est de 49 s 13, record de Tunisie, obtenu lors des Jeux méditerranéens de 2018 à Tarragone.